# Синдром Денни — Марфана
Синдром Денни-Марфана — синдром, при котором наблюдается связь с спастическими парезами или параличами нижних конечностей, эпилептическими припадками, умственной отсталостью у детей с врождённым сифилисом и признаками синдрома Аргайла Робертсона. При этом возможны катаракты, нистагм.
Впервые описан американским врачом-дерматологом Чарльзом Клейтоном Денни (1883—1971) и французским педиатром Антуаном Марфаном(1858—1942).
Ч. К. Денни в 1929 году впервые описал восемь случаев, а Марфан добавил свои наблюдения в 1936 году. У пяти пациентов начало заболевания было настолько коварным, что синдром оставался незамеченным в течение нескольких месяцев. У других пациентов внезапное сильное заболевание проявилось рвотой, лихорадкой, конвульсиями, потерей сознания и спастическим параличем нижних конечностей. У всех пациентов наблюдалась полная неспособность ходить, паралич был вялого или спастического типа. Умственная отсталость была очевидна у каждого пациента.